# 山形済生病院
山形済生病院（やまがたさいせいびょういん）は、山形県山形市にある医療機関。社会福祉法人恩賜財団済生会山形県支部が運営する病院である。
新生児集中治療室（NICU）を8床持ち、総合周産期母子医療センターのない山形県における3次医療圏（全域）において山形大学医学部附属病院、山形県立中央病院とともに高度周産期医療に対応している。また、山形県の災害拠点病院に指定されている。
創立記念日は10月15日。

## 概要
済生会創立30周年記念事業の一環として、1944年5月19日、山形市旅籠町の山形新聞社本社の向かいに山形産院として開院。診療科目は産科で、17床でスタートした。
1957年6月、小児科を併設。さらに同年10月、40床に増床し病院名を山形済生病院に改めた。その後、地域住民の要望に応えるため内科を併設し、病床も増やしたが、資金繰りが悪化。そのため資金の融通策として約束手形を乱発するが、悪用され、約束手形偽造事件が発覚。それによって銀行取引停止の処断が下された。この事態から、院長、事務長は更迭。医師を派遣していた東北大学医学部内科医局は医師の引き上げたため、内科は閉鎖に追い込まれた。
1967年9月、山形市小白川町に新病院を建設。それを機に県下において初となる低所得者のための児童福祉法に規定する第1種助産認定を受けた。しかし、その時分から徐々に東北大医学部産婦人科医局との関係も希薄となったほか、大学紛争の余波から医師の確保も困難となった。そして、常勤産婦人科医師の退職により病院存亡の危機を迎えたが、済生会本部及び新潟県済生病院の協力によって新潟大学医学部との関連が生まれ、医師の派遣が実施される事になった。加えて、新たに設置された山形大学医学部産婦人科医局からも協力を得られることとなった。
そうした最中、山大医学部整形外科医局から山形済生病院の病室の一部を整形外科の病室として開放してほしいとの要請があり、1977年2月から同医学部の準関連病院としての協力を始めた。
1995年10月には山形市北部で土地区画整理事業が進展中であった馬見ヶ崎地区に近接する同市沖町に6000坪の土地を求め、地上7階建て（延床面積2万7,364㎡）の新病院を建設。14診療科で診察を開始した。また、2017年12月に回復期リハビリ病棟や地域包括ケア病棟が入る病院南館の整備事業が完了し、2018年度から新医療業務を開始した。

## 診療科
| - 循環器内科 - 呼吸器内科 - 消化器内科 - 神経内科 - 糖尿病内科 - 内科（腎・透析科） - 小児科 | - 外科 - 整形外科 - 脳神経外科 - 泌尿器科 - 産婦人科 - 心臓血管外科・呼吸器外科 - 眼科 | - 皮膚科 - 形成外科 - 麻酔科 - 放射線科 - リハビリテーション科 - リウマチ科 - 耳鼻咽喉科 |

## 医療機関の指定等
- 保険医療機関
- 救急告示医療機関
- 労災保険指定医療機関
- 指定自立支援医療機関（更生医療・育成医療）
- 身体障害者福祉法指定医の配置されている医療機関
- 生活保護法指定医療機関
- 指定養育医療機関
- 戦傷病者特別援護法指定医療機関
- 原子爆弾被害者一般疾病医療取扱医療機関
- 母体保護法指定医の配置されている医療機関
- 災害拠点病院
- 臨床研修指定病院
- 特定疾患治療研究事業委託医療機関
- DPC対象病院
- 小児慢性特定疾患治療研究事業委託医療機関
- 無料低額診療事業実施医療機関
- 地域周産期母子医療センター

## 先進医療
- 超音波骨折治療法

## 関連施設
- 訪問看護ステーション（山形市）
- 老人保健施設 フローラさいせい（山形市）
- 特別養護老人ホーム 愛日荘（山形市）
- 特別養護老人ホーム　やまのべ荘（東村山郡山辺町）
- 特別養護老人ホーム　ながまち荘（山形市）
- 特別養護老人ホーム　山静寿（山形市）
- はやぶさ保育園（山形市）
- 養護（盲）老人ホーム　山静寿（山形市）

## 交通アクセス
- JR東日本奥羽本線・仙山線羽前千歳駅下車、徒歩10分。
- 山形駅・山大附属病院方面、金井・山辺方面からシャトルバス運行（有料）。山形駅のほか、北山形駅・羽前千歳駅・羽前山辺駅から利用可能。